# Arthurs julegaveræs
Arthurs julegaveræs er en britisk/amerikansk 3D-computeranimeret film, som er produceret af Aardman Animations og Sony Pictures Animation.

## Stemmer
| Rolle                 | Originale stemmer | Danske stemmer                        |
| Arthur                | James McAvoy      | Julian Christian Thiesgaard Kellerman |
| Bryony                | Ashley Jensen     | Vicki Berlin                          |
| Fru Julemand          | Imelda Staunton   | Helle Hertz                           |
| Gwen                  | Ramona Marquez    | Mia Aunbirk                           |
| Julebedste            | Bill Nighy        | Lars Knutzon                          |
| Julemand              | Jim Broadbent     | Nis Bank-Mikkelsen                    |
| Computer på Nordpolen | Laura Linney      | Anja Bolette Skov Nielsen             |
| Peter                 | Marc Wootton      | Christian Fuhlendorff                 |
| Steve                 | Hugh Laurie       | Mads M. Nielsen                       |
| --------------------- | ----------------- | ------------------------------------- |